# Halloween 6. – Az átok beteljesül
A Halloween 6. – Az átok beteljesül (eredeti cím: Halloween: The Curse of Michael Myers) egy 1995-ös amerikai horrorfilm, amit Joe Chappelle rendezett. Ez a Halloween 5. (1989) folytatása és a "Thorn-trilógia" utolsó része.

## Szereplők
| Szerep                                                               | Színész           | Magyar hang       |
| -------------------------------------------------------------------- | ----------------- | ----------------- |
| Dr. Sam Loomis                                                       | Donald Pleasence  | Szabó Ottó        |
| Tommy Doyle                                                          | Paul Stephen Rudd | Zalán János       |
| Kara Strode                                                          | Marienne Hagan    | Farkasinszky Edit |
| Dr. Terence Wynn                                                     | Mitch Ryan        | Kárpáti Tibor     |
| Debra Strode                                                         | Kim Darby         | Zsurzs Kati       |
| John Strode                                                          | Bradford English  | Barbinek Péter    |
| Tim Strode                                                           | Keith Bogart      | Bolba Tamás       |
| Beth                                                                 | Mariah O'Brien    | Hámori Eszter     |
| Barry Simms                                                          | Leo Geter         | Rosta Sándor      |
| Jamie Lloyd Carruthers                                               | J.C. Brandy       | Mics Ildikó       |
| Danny Strode                                                         | Devin Gardner     | Szalay Csongor    |
| Mary                                                                 | Susan Swift       |                   |
| Michael Myers / A mumus                                              | George P. Wilbur  | nem szólal meg    |
| Mrs. Blankenship                                                     | Janice Knickrehm  | Kassai Ilona      |
| Dr. Bonham                                                           | Alan Echeverria   |                   |
| Dawn Thompson                                                        | Hildur Ruriks     |                   |
| Jamie Lloyd fiatalon (archív felvétel, csak a produceri változatban) | Danielle Harris   |                   |